# Emmanuel Mutai
Emmanuel Kipchirchir Mutai (12 ottobre 1984) è un maratoneta keniota.

## Biografia
Detiene il 3º tempo assoluto nella maratona con 2h03'13", ottenuto nella maratona di Berlino del 2014, gara vinta da Dennis Kipruto Kimetto con il record mondiale. Inizialmente specialista della mezza maratona, debutta nella 42,195 km nel 2007, con la vittoria nella maratona di Amsterdam.
Nella maratona di Berlino del 2009, valida per i campionati del mondo, vince la medaglia d'argento dietro al connazionale Abel Kirui con il tempo di 2h07'48". Nel 2010 giunge secondo nella maratona di Londra e nella maratona di New York. Nel 2011 Vince la maratona di Londra con il tempo di 2h04'40".

## Palmarès
| Anno | Manifestazione  | Sede    | Evento   | Risultato | Prestazione | Note |
| ---- | --------------- | ------- | -------- | --------- | ----------- | ---- |
| 2009 | Mondiali        | Berlino | Maratona | Argento   | 2h07'48"    |      |
| 2012 | Giochi olimpici | Londra  | Maratona | 17º       | 2h14'49"    |      |

## Altre competizioni internazionali
2006
- Oro alla Nice Half Marathon ( Nizza) - 1h01'24"

2007
- Oro alla Maratona di Amsterdam ( Amsterdam) - 2h06'29"
- Oro alla Mezza maratona di Lisbona ( Lisbona) - 1h01'54"

2008
- 4º alla Maratona di Londra ( Londra) - 2h 06'15"
- Oro alla Great Scottish Run ( Glasgow) - 1h01'10"

2009
- 4º alla Maratona di Londra ( Londra) - 2h06'53"
- Argento alla Mezza maratona di Lisbona ( Lisbona) - 1h00'39"

2010
- Argento alla Maratona di Londra ( Londra) - 2h06'23"
- Argento alla Maratona di New York ( New York) - 2h09'18"
- Bronzo alla Mezza maratona di Lisbona ( Lisbona) - 1h00'03"

2011
- Oro alla Maratona di Londra ( Londra) - 2h04'40"
- Argento alla Maratona di New York ( New York) - 2h06'28"
- Bronzo alla Great North Run ( Newcastle upon Tyne) - 59'52"

2013
- Argento alla Maratona di Londra ( Londra) - 2h 06'33"
- Argento alla Maratona di Chicago ( Chicago) - 2h03'52"

2014
- Argento alla Maratona di Berlino ( Berlino) - 2h03'13"

2015
- 4º alla Maratona di Berlino ( Berlino) - 2h07'46"
- 11º alla Maratona di Londra ( Londra) - 2h10'54"

2016
- 7º alla Maratona di Tokyo ( Tokyo) - 2h10'23"
- 12º alla Maratona di Berlino ( Berlino) - 2h10'29"

2017
- 18º alla Maratona di Boston ( Boston) - 2h19'33"
- 12º alla Maratona di Valencia ( Valencia) - 2h10'14"

2018
- 9º alla Maratona di Amburgo ( Amburgo) - 2h11'57"

2019
- 34º alla Maratona di Eldoret ( Eldoret) - 2h22'09"
- 6º alla Maratona di Nizza ( Nizza) - 2h23'54"